# أولف فون أولر
أولف فون أولر (بالسويدية: Ulf von Euler)‏ ـ (7 فبراير 1905 - 9 مارس 1983) عالم فيزيولوجيا وصيدلة سويدي، تقاسم على جائزة نوبل في الطب أو الفيزيولوجيا عام 1970 مع كل من برنارد كاتس وأكسلرود. عن أبحاثه حول النواقل العصبية.
ولد أولف فون أولر في ستكهولم، وهو ابن لاثنين من العلماء البارزين هما الألماني هانس فون أولر-شيلبن، الذي كان أستاذًا للكيمياء وحصل على جائزة نوبل في الكيمياء سنة 1929، والسويدية أستريد كليف، التي كانت أستاذة لعلمي النبات والجيولوجيا، كما كان جده لأمه بير تيودور كليف أستاذًا للكيمياء بجامعة أوبسالا، ويعزى إليه اكتشاف عنصري الثوليوم والهولميوم، ومن أسلافه القدامى اللامعين عالم الرياضيات والفيزياء السويسري ليونهارت أولر.
كان فون أولر عضوًا أجنبيًا بالجمعية الملكية.

## روابط خارجية
- أولف فون أولر على موقع الموسوعة البريطانية (الإنجليزية)
- أولف فون أولر على موقع مونزينجر (الألمانية)
- أولف فون أولر على موقع إن إن دي بي (الإنجليزية)